# Trigona dimidiata
Trigona dimidiata är en biart som beskrevs av Smith 1854. Trigona dimidiata ingår i släktet Trigona och familjen långtungebin. Inga underarter finns listade i Catalogue of Life.